# استان کالینس
استان کالینس (به لاتین: Collines Department) یک استان در بنین است.

## خصوصیات
استان کالینس ۱۳٬۹۳۱ کیلومترمربع مساحت و ۷۱۶٬۵۵۸ نفر جمعیت دارد.